# Pojezerje
Pojezerje est une municipalité située en Dalmatie, dans le comitat de Dubrovnik-Neretva, en Croatie. Au recensement de 2001, la municipalité comptait 1 233 habitants, dont 97,81 % de Croates.
Le siège de la municipalité est le village d'Otrić-Seoci.

## Localités
La municipalité de Pojezerje compte 6 localités :
- Brečići
- Dubrave
- Kobiljača
- Mali Prolog
- Otrić-Seoci
- Pozla Gora